# 자메이카후티아
자메이카후티아(Geocapromys brownii)는 후티아과에 속하는 설치류의 일종이다. 육상성 동물로 자메이카의 바위와 숲 지역에서 발견되며, 자메이카의 토착종이다. 박쥐류를 제외하고, 자메이카의 유일하게 현존하는 토착 육상 포유류이다.

## 특징
자메이카후티아는 일반적으로 솜꼬리토끼 크기 정도로 성숙해지면, 보통 몸무게가 1~2kg 정도까지 자란다. 몸길이는 약 300~445mm로 크기가 다양하고, 색깔은 불그스레한 갈색을 띤다. 후티아속의 모든 종 중에서 꼬리 길이가 약 45mm로 가장 작다. 큰 머리(후티아속에서 가장 크다.)와 짧은 다리, 짧은 꼬리 그리고 짧은 귀와 목을 갖고 있으며, 약간 쪼그려 앉아 있는 모양새이다. 크고 강력한 앞니와 치관이 긴 어금니를 갖고 있다.

## 분포 및 서식지
자메이카후티아는 자메이카에서만 발견되며, 주로 외딴 장소와 산악 지역에서 서식한다. 포틀랜드구의 존 크로루와 블루마운틴스 동부 끝 지역과 섬 동부 지역의 세인트토머스구부터 해리스 사바나와 브라질레토 산맥까지의 서부 지역에서 발견된다.

## 생태 및 습성
자메이카후티아는 전적으로 야행성 생활을 하는 포유류이다. 밤에만 먹이를 구하기 때문에 과일과 땅 밖을 노출된 뿌리, 나무 껍질 그리고 많은 여러 식물의 잎 등 아주 다양한 먹이를 먹는다. 야생 상태에서는 거의 관찰되지 않기 때문에 아주 희귀한 종으로 간주되어 왔다. 그러나 밤에 활동을 하는 아주 풍부한 증거가 있기 때문에 이는 사실이 아니다. 포획된 표본에 대한 관찰 결과에 의하면 자메이카후티아는 스스로 둥지를 만들지 않는다. 서로 털 손질을 해주고 함께 놀거나 서로 몸이 부딪히지 않을 때 부드러운 소리를 내는 등 관련 개체들 사이에 아주 강한 무리 생활 접촉을 한다. 발바닥 전체를 땅에 대고 걷는 반-척행 걸음걸이 자세를 취하고 나무를 잘 오르거나 뛰어 오르며, 앞니로 물거나 지렛대 용도로 이용하기도 한다.

## 생식
자메이카후티아가 야생에서 번식하는 방법은 잘 알려져 있지 않지만, 포획된 표본에 대한 관찰에 의하면 암컷은 생후 약 365일만에 성적으로 성숙해지는 반면에 수컷은 다소 더 나이가 들어야 하는 경향을 보인다. 일년에 평균 2번 새끼를 낳고, 한 번에 약 두 마리를 낳는다. 임신 기간은 123일이다. 새끼는 아주 조숙한 상태로 태어나고, 바로 걸을 수 있으며 약 30시간 이내에 다 자란 개체가 먹는 먹이를 먹는다.